# Municipio de Tisdale
El municipio de Tisdale (en inglés, Tisdale Township) es un municipio del condado de Cowley, Kansas, Estados Unidos. Tiene una población estimada, a mediados de 2022, de 308 habitantes.
Abarca una zona exclusivamente rural.

## Geografía
Está ubicado en las coordenadas 37°15′59″N 96°52′25″O / 37.26639, -96.87361. Según la Oficina del Censo de los Estados Unidos, tiene una superficie total de 77.91 km², de la cual 77.88 km² corresponden a tierra firme y 0.04 km² están cubiertos de agua.

## Demografía
Según el censo de 2020, en ese momento había 298 personas residiendo en la zona. La densidad de población era de 3.8 hab./km². El 93.96 % de los habitantes eran blancos, el 0.67 % eran amerindios, el 0.34 % era de otra raza y el 5.03 % eran de una mezcla de razas. Del total de la población, el 2.01 % eran hispanos o latinos de cualquier raza.